# Murray Island, Queensland
Murray Island är en ö i Australien. Den ligger i kommunen Torres Strait Island och delstaten Queensland, omkring 2 200 kilometer nordväst om delstatshuvudstaden Brisbane. Arean är 4,4 kvadratkilometer. Den sträcker sig 2,3 kilometer i nord-sydlig riktning, och 2,8 kilometer i öst-västlig riktning.
Savannklimat råder i trakten. Genomsnittlig årsnederbörd är 1 543 millimeter. Den regnigaste månaden är januari, med i genomsnitt 308 mm nederbörd, och den torraste är september, med 11 mm nederbörd.